# Комаргород
Кома́ргород (укр. Комаргород) — село в Тульчинском районе Винницкой области, Украина.
Код КОАТУУ — 0523982201. Население по переписи 2001 года составляет 2469 человек. Почтовый индекс — 24225. Телефонный код — 4348. Занимает площадь 7,185 км².

## История
Первые упоминания поселения на реке Русаве относятся также к XV в. Комаргород был заложен, по всей видимости, шляхтичем Комаром-Забужинским; слово «город» в названии свидетельствует о намерении владельца построить укреплённое поселение. На картах Украины 1648 года и Брацлавского воеводства 1650 года, составленных Гильомом Бопланом, вокруг Комаргорода изображены оборонительные сооружения. С 1626 года Комаргородом владели князья Четвертинские.

## Религия

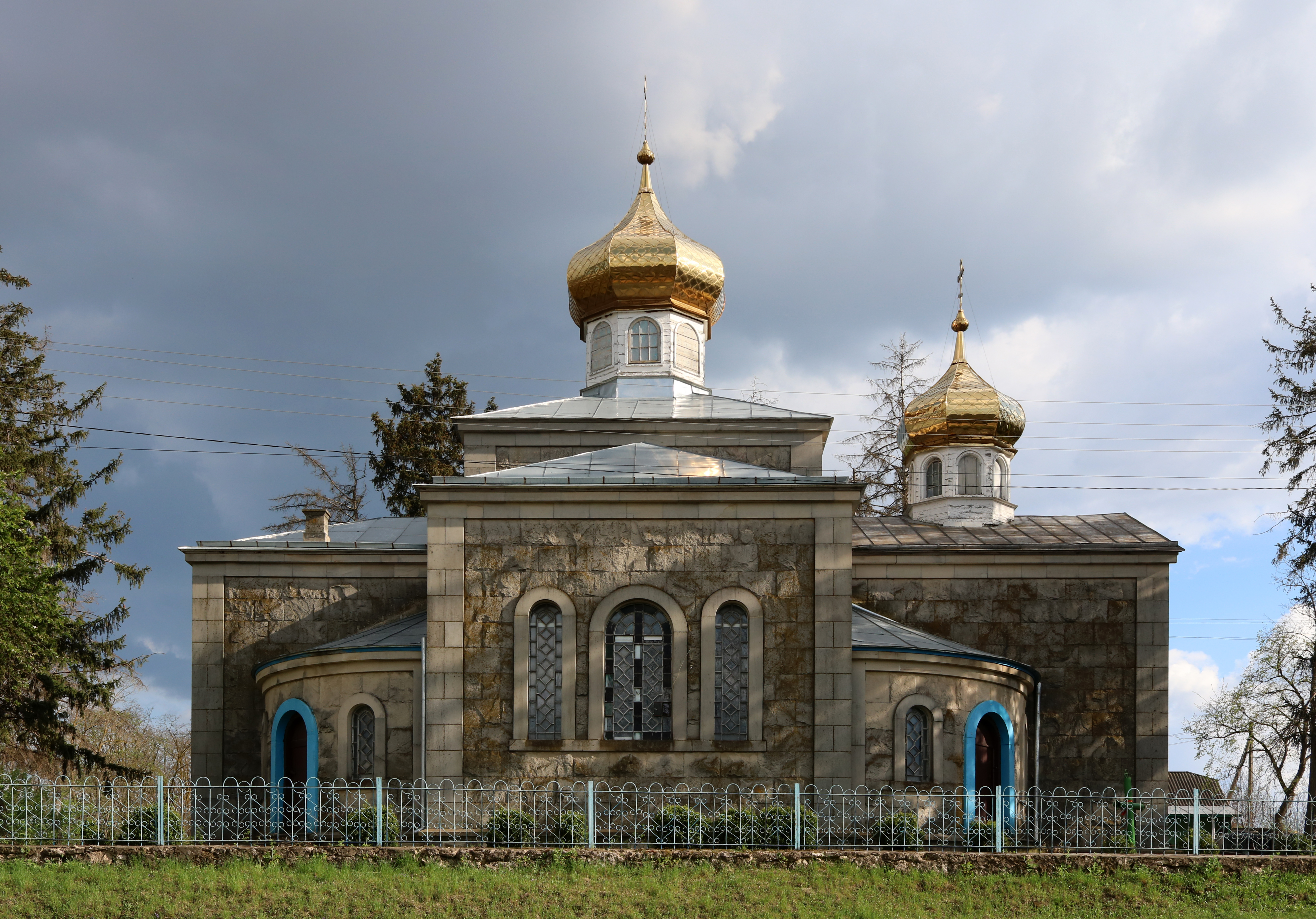
Церковь Рождества Пресвятой Богородицы

В селе действуют храмы Томашпольского благочиния Могилёв-Подольской епархии Украинской православной церкви:
- Свято-Николаевский;
- Свято-Николаевский;
- Покровский;
- Рождества Пресвятой Богородицы.

## Достопримечательности
- Дворец князей Четвертинских, XIX век.

## Известные уроженцы
- Савва Чалый — персонаж народных песен.
- Зализюк Пётр Иосифович (1906—1975) — советский военачальник, генерал-лейтенант.

## Местная власть
24200, Винницкая область, Тульчинский р-н, пгт Томашполь, пл. Тараса Шевченко, 8.